# Пітер Кудзіновський
Пітер Кудзіновський (нар. 13 серпня 1903 — пом. 21 грудня 1929) — американський серійний вбивця, його жертвами стали 20-річний Гаррі Квінн, 5-річна Джулія Млодзяновська та 7-річний Джозеф Стореллі, за вбивство яких він пішов під суд.
Він був алкоголіком і зізнався у своїх злочинах, перебуваючи у в'язниці за публічне п'янство, щоб зняти тягар совісті, заявивши, що скоїв свої вбивства в такому ж стані алкогольного сп'яніння. Штат Нью-Джерсі засудив до смертної кари після швидкого судового процесу. До страти у в'язниці Трентон він провів рік у камері смертників.

## Раннє життя
Пітер Кудзіновський народився у 1903 році в Діксон-Сіті, штат Пенсільванія, в родині польських емігрантів, Пола та Вероніки. Його часто і неправильно називають уродженцем Польщі. Він був наймолодшим із чотирьох хлопчиків і виріс у районі Скрентон.
Кудзіновський отримав перелом черепа в шостому класі після пірнання в мілководдя. Це помітно вплинуло на його поведінку: він відмовився ходити до школи. Згодом він працював на вугільній шахті Лакаванна, а пізніше — на залізничній станції Лакаванна в Сікокесі.

## Вбивства

### Гаррі Квінн
Після ув'язнення Кудзіновського за вбивство семирічного Джозефа Стореллі у 1928 році, він зізнався у двох інших вбивствах. Кудзіновський убив 20-річного Гаррі Квінна в Скрентоні 8 березня 1924 року. Вони були друзями та їхали до містечка Спрінг-Брук Тауншип, де Квінн шукав роботу в компанії Spring Brook Water Supply Company. Кудзіновський представився декому з членів сім'ї Квінна як «Рей Роджерс» і «Рой Ламберт» того дня, який став останнім, коли вони щось чули від Квінна.
Після сварки через пляшку віскі, Кудзіновський розтрощив Квінну голову каменем. Пізніше старший брат Кудзіновського згадував, що Пітер прийшов до нього, сказав, що потрапив у біду, і він потребує грошей, щоб покинути місто, не згадуючи про причини. Не отримавши жодних повідомлень про Квінна кілька років, члени родини припустили, що він покинув їх, і намагалися зв'язатися з ним через оголошення в газетах.

### Джулія Млодзяновська
Кудзіновський також зізнався у вбивстві Джулії Млодзяновської, п'ятирічної дівчинки з Джерсі-Сіті, яка була на шкільному пікніку на озері Гопатконг 19 серпня 1928 року. Хоча після затримання, він сказав журналістам, що «мав сумніви», що він насправді її вбив.

### Джозеф Стореллі
Кудзіновський зустрів семирічного Джозефа Стореллі у «напівп'яному» стані пізно вдень 17 листопада 1928 року на Першій авеню в Іст-Віллідж, Нью-Йорк. У тому ж місці Кудзіновський напав на двох інших дітей, але вони втекли. Кудзіновський заманив хлопця, пообіцявши подарувати коробку цукерок і похід на кіношоу. Він відвіз його потягом Port Authority Trans-Hudson до Джорнал-сквер у Джерсі-Сіті та провів до Нью-Джерсі Мідоулендс поблизу Сікокеса. Коли Джозеф намагався втекти, Кудзіновський збив його з ніг і кілька разів вдарив. Побоюючись, що крики хлопчика приваблять машини, Кудзіновський перерізав йому горло, накрив тіло хлопчика пальтом і залишив тіло.

## Затримання
Кудзіновського ув'язнили у Детройті за появу в публічному місці в стані алкогольного сп'яніння. Він зізнався у вбивстві Стореллі тюремнику, який посміявся з нього. Кудзіновського відпустили після протверезіння. 3 грудня 1928 року Кудзіновський п'яний підійшов до поліцейської будки та сказав офіцеру, що його розшукує поліція. На запитання, чи мав він на увазі вбивство, він відповів: «Ви дізнаєтесь». У в'язниці Кудзіновського допитали детройтські детективи, які отримали грубі деталі його зізнань. До зізнання його спонукав насамперед тягар сумління, заявивши: «Я готовий заплатити покарання, і чим швидше це закінчиться, тим краще. Я мав зізнатися. Мене це непокоїло».
Кудзіновського швидко доставили для суду в Джерсі-Сіті. Штат залучив медичного експерта, який схарактеризував його як психопатичну особистість. Захист залучив власних експертів, які проаналізували рентгенівські знімки, зроблені після нещасного випадку з зануренням у молодості. Його визнали винним у вбивстві першого ступеня 17 січня 1929 року. На запитання, чи має він що сказати до винесення вироку, Кудзіновський промовчав. Його засудили до смерті на електричному стільці у в'язниці штату Трентон 24 лютого. Кудзіновський заявив, що готовий померти та відчував, що, ймовірно, скоїв би більше вбивств, якби його колись знову звільнили.

### Страта
Його батько, Пол, пережив нервовий зрив, дізнавшись про вчинки свого сина, причому його здоров'я, як повідомляється, дуже швидко погіршувалося та він «старів роками». Пол Кудзіновський помер 23 червня, у той час син перебував у камері смертників. 14 жовтня він програв апеляцію. Останнє звернення до губернатора штату Нью-Джерсі Моргана Фостера Ларсона з вимогою замінити його смертний вирок на довічне ув'язнення на підставі неосудності відхилили 17 грудня. Здавалось, що вирок його не збентежив, але у ніч страти на електричному стільці 21 грудня Кудзіновський був нервовим і не міг повторити молитви, які промовляв священник перед самісінькою смертю. Він попросив морозиво для свого останньої вечері та відмовився від останньої заяви.

## Наслідки
Пізніше батько Стореллі відвіз сім'ю до Італії, залишивши лише старшого брата Джозефа, який у підсумку відсидів рік у в'язниці і якого одного разу заарештували за пограбування з високими ставками. Зрештою його застрелила поліція під час планової перевірки.
Кудзіновського вважали підозрюваним у зникненні Біллі Геффні, який не повернувся додому у 1927 році. Пізніше Альберт Фіш заявив, що вбив Геффні. Кудзіновський і Фіш здійснювали злочини у той самий проміжок часу та на тій же території, і обидва вбивали дітей. Він також був підозрюваним у вбивстві Ірвінга Пікельні, який зник з Брукліна у лютому 1927 року.